# Donovan Stewart Correll
Donovan Stewart Correll, né le 13 avril 1908 à Wilson (Caroline du Nord), mort le 28 mars 1983 à Miami (Floride), est un taxinomiste et botaniste américain.
Le Donovan Stewart Correll Memorial Award, attribué chaque année depuis 1989 par la Native Plant Society of Texas, récompense les travaux scientifiques sur la flore indigène du Texas.